# Kachupada
Kachupada é o quinto Álbum de Carmen Souza lançado em  2012 para o selo alemão Galileo Music Communication GmbH. O título é inspirado no prato tradicional cabo-verdiana Cachupa.

## Faixas
1. Manhã 1 De Dezembro (Theo Pas'cal) 4:34
2. Donna Lee (Miles Davis e Carmen Souza) 2:57
3. Luta (Theo Pas'cal) 4:15
4. My Favorite Things (Richard Rodgers e Oscar Hammerstein II) 5:25
5. Ivanira (arr. Theo Pas'cal e Carmen Souza) 3:41
6. Xinxiroti (Theo Pas'cal) 3:55
7. Terra Sab (Theo Pas'cal) 4:09
8. Origem 0:49
9. On Na Tarrafal (Tradicional) 3:17
10. Vida Facil (Tradicional) 3:48
11. T Chega (Tuche) 2:36
12. Koladjazz (Carmen Souza) 4:20
13. Novo Dia (Theo Pas'cal) 4:04

## Músicos
- Carmen Souza: voz e guitarra acústica
- Theo Pas'cal: baixo elétrico, percussão, violão e voz, Backing Vocals
- Mauricio Zottarelli: bateria
- João Frade: acordeão diatónico
- Tuche: guitarra acústica
- Guto Lucena: Flauta, Saxofone tenor
- João Moreira: Fliscorne
- Jonathan Idiagboyna: piano